# Léo Lack
Pour les articles homonymes, voir Lack.
Léo Lack, de son vrai nom Eva Léonie Lack (Paris, 13 octobre 1898 - Longjumeau, 3 août 1988) est une traductrice française depuis l'anglais. Elle était aussi critique musicale.

## Carrière
On sait peu de choses de cette traductrice très discrète. Elle est surtout connue pour ses traductions des œuvres d'Oscar Wilde dans les années 1930 et 1940, puis par celle de L'Ami retrouvé de Fred Uhlman en 1971, mais elle a aussi traduit Mary Poppins et les livres autobiographiques de Gerald Durrell.
En tant que critique musicale, elle participe à un numéro spécial de La Revue musicale consacré à Hector Berlioz en 1957. Elle traduit le livre de Benjamin Britten La Musique : un monde merveilleux en 1971.

## Principales traductions
- Radclyffe Hall, Le Puits de solitude, Paris, Gallimard (1932)
- Marjorie S. Coryn, Le Chevalier d'Eon, Paris, Mercure de France (1934)
- Kenneth Grahame, Au royaume des enfants I. L'Age d'or, Paris, Mercure de France (1935)
- Pamela L. Travers, Mary Poppins, illustrations de Mary Shepard, Paris, Desclée de Brouwer (1937)
- Oscar Wilde, Le Prince heureux et autres contes, Paris, Mercure de France (1938)
- Oscar Wilde, Le Crime de Lord Arthur Savile et autres contes, Paris, Mercure de France (1939)
- Daphné Du Maurier, L'Auberge de la Jamaïque, Albin Michel (1944)
- Oscar Wilde, Une maison de grenades, Paris, Mercure de France (1948)
- Erle Stanley Gardner, Les Doigts de flamme (The Case of the fiery fingers...), Paris, Presses de la Cité (1952)
- Vyvyan Holland, Fils d'Oscar Wilde, traduit de l'anglais par Léo Lack et Jacques Brousse, Paris, Flammarion (1955)
- Leonard Clark, Les Sept cités de Cibola (The Rivers ran East), Paris, le Livre contemporain (1959)
- Richard Hull, Le Meurtre de ma tante, Paris, A. Fayard (1962)
- Pearl Buck, Le Dragon magique (the Dragon fish) ,illustrations de Christian Broutin, Paris, Hachette Idéal-Bibliothèque (1962)
- Gerald Durrell, Un Zoo dans ma maison (Menagerie Manor), illustrations de Ralph Thompson Paris, Stock (1965)
- Gerald Durrell, Féeries dans l'île (My Family and other Animals), Paris, Gautier-Languereau (1966)
- Heinz Frederick Peters, Ma sœur, mon épouse, biographie de Lou Andreas-Salomé (My Sister, My Spouse), Gallimard (1967)
- Iris Murdoch, La Gouvernante italienne [The Italian Girl), Paris, Gallimard (1967)
- Fred Uhlman, L'Ami retrouvé, Paris, Gallimard (1971)
- Oscar Wilde, Le Portrait de Dorian Gray (The Picture of Dorian Gray), Paris, Presses de la Renaissance (1975)
- Richard Llewellyn, Elle est redevenue verte, ma vallée (Green, Green my Valley Now), Paris, P. Belfond (1977)
- Tom Wolfe, Le Mot peint (The Painted word), Paris, Gallimard (1978)
- Oscar Wilde, De Profundis, Paris, Stock (1982)
- Yukio Mishima, Une soif d'amour (Thirst for Love), Paris, Gallimard (1982)